# ルイーズ・ブラフ
アリシア・ルイーズ・ブラフ・クラップ（Althea Louise Brough Clapp, 1923年3月11日 - 2014年2月3日）は、アメリカ・オクラホマ州オクラホマシティ出身の女子テニス選手。1940年代から1950年代にかけて活躍し、4大大会で生涯通算「35勝」（女子シングルス6勝・女子ダブルス21勝・混合ダブルス8勝）を挙げた。とりわけ、1948年と1950年の2度ウィンブルドン選手権で女子シングルス・女子ダブルス・混合ダブルスの3部門完全制覇（ハットトリック）を達成した選手として、テニスの歴史に名前を残した選手である。

## 来歴
ルイーズ・ブラフの優勝記録は、まだ第2次世界大戦の戦時中であった1942年の全米選手権から始まる。この大会で、ブラフは女子シングルス・女子ダブルス・混合ダブルスの3部門すべてに決勝進出を果たしたが、そのうちマーガレット・オズボーンとペアを組んだ女子ダブルスと、テッド・シュローダーと組んだ混合ダブルスの2部門で初優勝した。女子シングルス決勝ではポーリーン・ベッツに 6-4, 1-6, 4-6 の逆転で敗れたため、この大会では3部門制覇を逃している。この年から、ブラフは女子ダブルスで5歳年上のマーガレット・オズボーンとペアを組み、1950年まで全米選手権の女子ダブルスに「9連覇」を達成した。1943年の全米選手権でも、ブラフは女子シングルス決勝でベッツに連敗する。第2次世界大戦の戦時中、1945年まで全米選手権以外のテニス4大大会は開催が中止されていた。
1945年に第2次世界大戦が終結し、1946年から全仏選手権やウィンブルドン選手権も開催が再開された。初出場となった1946年の全仏選手権で、ブラフとオズボーンは女子ダブルスで初優勝を飾る。同年のウィンブルドン選手権において、23歳のブラフは初出場から3部門すべてに決勝進出を果たす。ここでも女子ダブルスと混合ダブルスの2部門で優勝したが、女子シングルス決勝ではまたもやポーリーン・ベッツに 2-6, 4-6 で敗れた。1946年シーズンの終了後、ベッツが「プロ選手宣言」を行ったことにより、それ以後の4大大会出場資格を失う。1947年、ブラフは全米選手権の女子シングルス決勝でオズボーンを 8-6, 4-6, 6-1 で破って初優勝を決めたが、ここでは唯一のタイトルとなった。（オズボーンは1947年に結婚し、夫の姓を併用して「マーガレット・オズボーン・デュポン」と名乗るようになった。）彼女のテニス経歴のハイライトとなったのは、1948年ウィンブルドン選手権での女子シングルス・女子ダブルス・混合ダブルスの3部門完全制覇（ハットトリック）である。ブラフにとって、3部門決勝進出は1942年全米選手権、1946年ウィンブルドン選手権に続く3度目の出来事で、ウィンブルドンでは2年ぶり2度目であった。この度は（先の2回で落とした）女子シングルス決勝でドリス・ハートに 6-3, 8-6 で勝ち、オズボーン・デュポンとの女子ダブルス、ジョン・ブロムウィッチとの混合ダブルスでも優勝した。ウィンブルドン選手権におけるハットトリックは、かつてフランスのスザンヌ・ランランが1920年・1922年・1925年の3度達成したことがあり、ブラフ以後は1967年と1973年の2度達成したビリー・ジーン・キング夫人がいる。そのため、ブラフは「ウィンブルドン選手権でハットトリックを達成した3人の女子選手のひとり」に数えられる。この後、ブラフは1950年までウィンブルドン選手権の女子シングルス3連覇を達成し、1950年ウィンブルドン選手権で自身2度目のハットトリックを達成した。1950年には、唯一の出場となった全豪選手権で単複2冠獲得もある。
ルイーズ・ブラフの全盛時代には、同じアメリカの女子選手の中から特定の人たちが優勝を寡占していた。ブラフとオズボーン・デュポンに加えて、ドリス・ハート、モーリーン・コノリー、シャーリー・フライなどが同世代のライバルたちだった。その中でも、コノリーは1953年に女子テニス史上初の「年間グランドスラム」達成者として有名になったが、1954年全米選手権の開幕直前に落馬事故に見舞われ、ここで選手生命を失う。コノリーの引退後、ブラフは1955年にウィンブルドン選手権の女子シングルスで5年ぶり4度目の優勝を飾った。彼女の選手生活は1957年まで続き、最後の全米選手権では女子ダブルスでオズボーン・デュポンとともに3年連続「12度目」の優勝を決めたが、シングルス決勝では黒人選手のアリシア・ギブソンに 3-6, 2-6 で完敗し、全米選手権の女子シングルス決勝では「1勝5敗」の戦績に終わった。
1948年と1950年のウィンブルドン選手権ハットトリック達成に加えて、ルイーズ・ブラフのテニス経歴の中でも際立っているのが、マーガレット・オズボーン・デュポンとのダブルスである。2人のペアが獲得した4大大会女子ダブルス総計「20勝」（全仏選手権3勝、ウィンブルドン選手権5勝、全米選手権12勝）は、マルチナ・ナブラチロワ＆パム・シュライバー組と並ぶ女子テニス界歴代1位タイ記録となった。オズボーンと組めなかった唯一の例外は、1950年全豪選手権の女子ダブルスである。オズボーン・デュポンは全豪選手権に1度も出場しなかったため、ブラフはドリス・ハートとペアを組み、地元オーストラリアのベテランペアであるナンシー・ウィン・ボルトンとテルマ・コイン・ロングの組を 6-3, 2-6, 6-3 で破って優勝した。（全米選手権でのブラフ＆オズボーン組のように）当時の全豪選手権で絶対的な強さを誇ったボルトン＆ロング組に、数少ない黒星をつけたペアの1つが、アメリカのブラフ＆ハート組であった。
選手引退後、ルイーズ・ブラフはA・T・クラップ（A.T. Clapp）と結婚した。その後も時折、40歳以上の女子選手によるシニア・トーナメントに参加することがあった。1967年に国際テニス殿堂入りを果たしている。

## 4大大会優勝
- 全豪選手権　女子シングルス：1勝（1950年）／女子ダブルス：1勝（1950年）　［単複2冠制覇］
- 全仏選手権　女子ダブルス：3勝（1946年・1947年・1949年）
- ウィンブルドン選手権：3部門総計で13勝
  - 女子シングルス：4勝（1948年-1950年・1955年）　［準優勝3度：1946年・1952年・1954年］
  - 女子ダブルス：5勝（1946年・1948年-1950年・1954年）
  - 混合ダブルス：4勝（1946年-1948年・1950年）
- 全米選手権：3部門総計で17勝
  - 女子シングルス：1勝（1947年）　［準優勝5度：1942年＆1943年・1948年・1952年・1957年］
  - 女子ダブルス：12勝（1942年-1950年・1955年-1957年）
  - 混合ダブルス：4勝（1942年・1947年-1949年）